# SN 2001iv
SN 2001iv – supernowa odkryta 9 grudnia 2001 roku w galaktyce A075013+1017. W momencie odkrycia miała maksymalną jasność 22,30m.